# San Giovanni al Natisone
San Giovanni al Natisone (en frioulan : San Zuan dal Nadison) est une commune italienne de la province d'Udine dans la région Frioul-Vénétie Julienne en Italie.

## Administration
| Période                                  | Période | Identité | Étiquette | Qualité |
| ---------------------------------------- | ------- | -------- | --------- | ------- |
|                                          |         |          |           |         |
| Les données manquantes sont à compléter. |         |          |           |         |

### Hameaux
Bolzano, Dolegnano, Medeuzza, Villanova del Judrio

### Communes limitrophes
Chiopris-Viscone, Cormons, Corno di Rosazzo, Manzano, Trivignano Udinese

## Jumelages
- Francavilla Fontana (Italie)
- Kuchl (Autriche)
- Bystřice pod Hostýnem (Tchéquie)